# می بولی
می بولی (انگلیسی: May Boley؛ ‏ ۲۹ مهٔ ۱۸۸۱ – ۷ ژانویهٔ ۱۹۶۳) بازیگر اهل ایالات متحده آمریکا بود.
از فیلم‌هایی که وی در آن‌ها نقش داشته‌است، می‌توان به فرزندان لذت، موبی دیک، ارابه‌های جنگی، خبرچین، زنان، کیتی فویل و چکاوک اشاره نمود.

## مرگ
در ۷ ژانویه ۱۹۶۳، بولی پس از یک بیماری طولانی در بیمارستان پرسبیتریان هالیوود درگذشت. او ۸۱ سال داشت.